# Tourville-la-Chapelle
Tourville-la-Chapelle foi uma comuna francesa na região administrativa da Normandia, no departamento de Sena Marítimo. Estendia-se por uma área de 7,78 km². Em 2010 a comuna tinha 536 habitantes (densidade: 68,9 hab./km²).
Em 1 de janeiro de 2019, passou a formar parte da nova comuna de Petit-Caux.